# Pueblo Liebig
Pour les articles homonymes, voir Pueblo Liebig.
Pueblo Liebig est une localité rurale argentine située dans le département de Colón et dans la province d'Entre Ríos.

## Démographie
La population de la localité, c'est-à-dire sans tenir compte de la zone rurale, était de 603 habitants en 1991 et de 632 en 2001. La population territoriale de compétence du conseil d'administration était de 722 habitants en 2001.
Le conseil de direction a été créé par le décret no 4610/1975 MGJE du 21 octobre 1975 et ses limites juridictionnelles ont été établies par le décret no 1987/1989 MGJOSP du 10 mai 1989. Lors des élections de 2011, les 5 membres du conseil de direction ont été élus dans un circuit électoral commun avec Hambis, mais sans l'intégrer dans leur juridiction.